# Negotin
Negotin (en serbe cyrillique : Неготин) est une ville et une municipalité de Serbie situées dans le district de Bor. Negotin est le centre judiciaire et culturel du district. Au recensement de 2011, la ville comptait 16 716 habitants et la municipalité dont elle est le centre 36 879.

## Géographie
Negotin est la ville la plus importante de cette région située au carrefour de trois états (Serbie, Roumanie, Bulgarie).

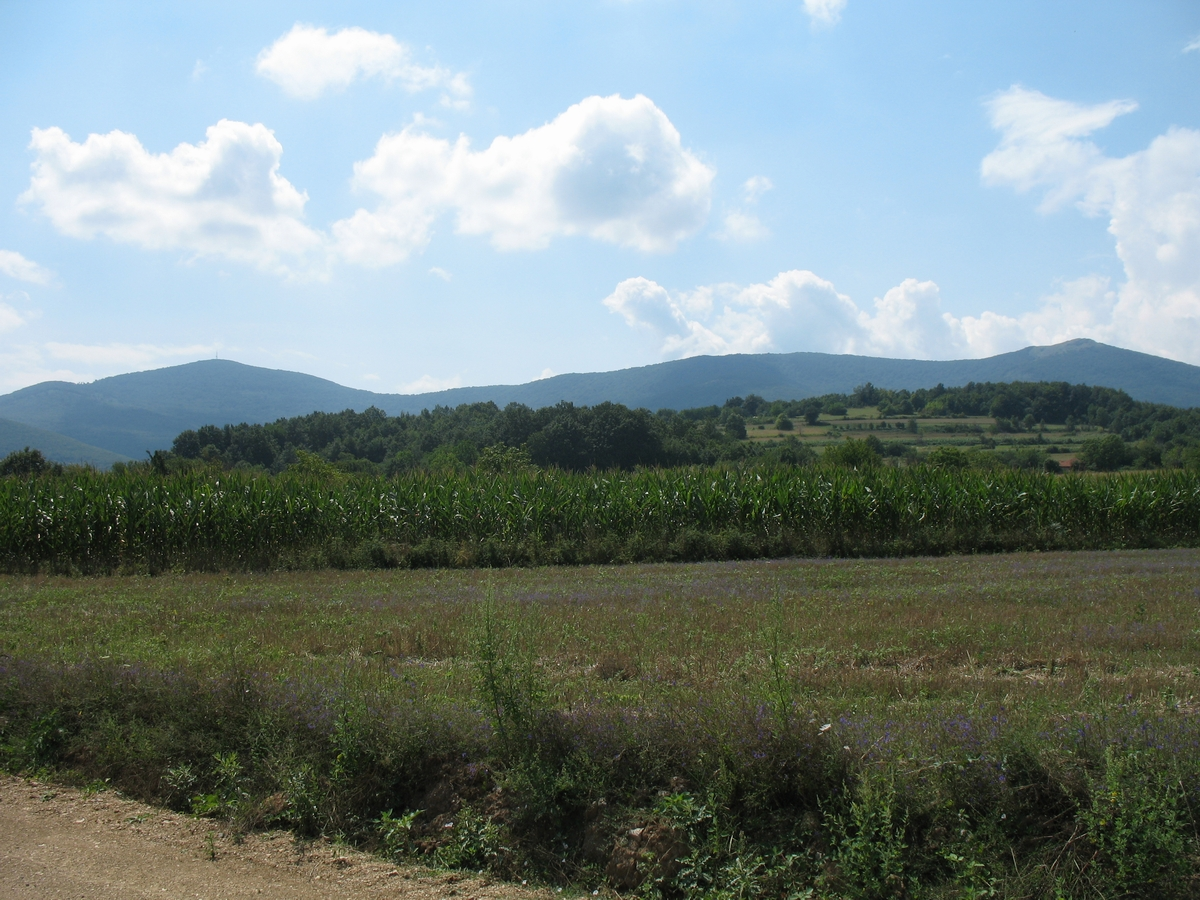
Le mont Deli Jovan, près de Netogin

## Histoire
Les recherches archéologiques font apparaitre que l'endroit où est sis Negotin aujourd'hui était habité en 1459, au moment de la chute du despotat de Serbie.
Le village de Negotin est mentionné pour la première fois en 1530, dans un document turc du sandjak de Vidin. Le nom de la localité proviendrait des mots celtiques neges et tin et il signifierait « la forteresse de la guerre ». 
Au début du XVIIIe siècle les Autrichiens firent de la ville une place forte. Après une courte période d’occupation turque, Negotin fut libéré en 1804 par les rebelles de Hajduk Veljko Petrović au cours du premier soulèvement serbe. Un monument est érigé sur la place centrale de la ville en l’honneur de Hajduk Veljko Petrović pour commémorer cette libération. En 1813, les Turcs écrasèrent la révolte. Hajduk Veljko Petrović fut tué au cours du siège de la ville. La ville ne fut définitivement libérée que sous le règne du prince Miloš Obrenović.

## Localités de la municipalité de Negotin

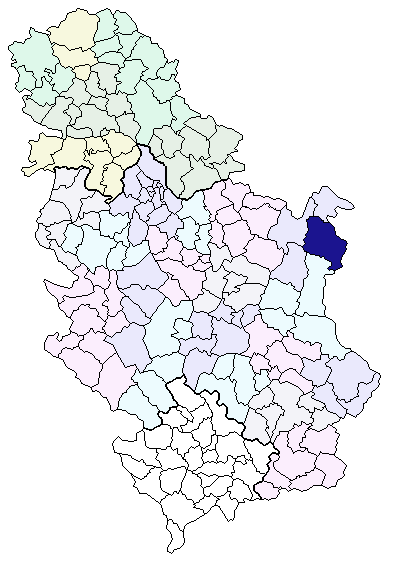
Localisation de la municipalité de Negotin en Serbie

La municipalité de Negotin compte 39 localités :
| - Aleksandrovac - Braćevac - Brestovac - Bukovče - Veljkovo - Vidrovac - Vratna - Dupljane - Dušanovac - Jabukovac | - Jasenica - Karbulovo - Kobišnica - Kovilovo - Mala Kamenica - Malajnica - Miloševo - Mihajlovac - Mokranje - Negotin | - Plavna - Popovica - Prahovo - Radujevac - Rajac - Rečka - Rogljevo - Samarinovac - Sikole - Slatina | - Smedovac - Srbovo - Tamnič - Trnjane - Urovica - Crnomasnica - Čubra - Šarkamen - Štubik |

Negotin est officiellement classée parmi les « localités urbaines » (en serbe : градско насеље et gradsko naselje) ; toutes les autres localités sont considérées comme des « villages » (село/selo).

## Démographie

### Ville

#### Évolution historique de la population dans la ville
| 1948  | 1953  | 1961  | 1971   | 1981   | 1991   | 2002   | 2011   |
| ----- | ----- | ----- | ------ | ------ | ------ | ------ | ------ |
| 6 143 | 6 982 | 8 635 | 11 166 | 15 311 | 17 355 | 17 758 | 16 716 |

#### Répartition de la population par nationalités dans la ville (2002)
La ville est peuplée par une très large majorité de Serbes. Cette importante disparité ethnique et culturelle par rapport aux autres nationalités est ancienne ; elle est liée à la politique générale de l'ex-Yougoslave pour limiter les conflits par l'apport de populations provenant d'autres républiques, ainsi qu'à la situation géographique de la ville. Elle se perpétue en partie grâce à la construction du barrage serbo-roumain Đerdap II, sur le Danube, qui constitue une voie de communication importante entre ces deux États[réf. nécessaire].

## Politique

### Élections locales de 2004
À la suite des élections locales serbes de 2004, les sièges de l'assemblée municipale de Negotin se répartissent de la manière suivante :
| Parti                                            | Sièges |
| ------------------------------------------------ | ------ |
| Parti socialiste de Serbie                       | 16     |
| Mouvement pour la Krajina de Negotin et du Timok | 11     |
| Parti démocratique                               | 11     |
| Parti démocratique de Serbie                     | 9      |
| Parti radical serbe                              | 7      |
| Mouvement Force de la Serbie                     | 6      |
| Mouvement serbe du renouveau                     | 4      |
| Parti de la Krajina de Negotin                   | 3      |
| G17 Plus                                         | 3      |

### Élections locales de 2008
À la suite des élections locales serbes de 2008, les 45 sièges de l'assemblée municipale de Negotin se répartissent de la manière suivante :
| Parti                                                                         | Sièges |
| ----------------------------------------------------------------------------- | ------ |
| Mouvement pour la Krajina de Negotin et du Timok                              | 17     |
| Parti démocratique                                                            | 12     |
| Parti socialiste de Serbie - Parti des retraités unis de Serbie - Serbie unie | 8      |
| Parti radical serbe                                                           | 7      |
| Partis valaques                                                               | 1      |

Radmila Gerov, membre du Mouvement pour la Krajina de Negotin et du Timok, a été réélue présidente (maire) de la municipalité.

## Économie
La principale entreprise de la municipalité de Negotin est l’usine chimique IHP Prahovo, qui a son siège à Prahovo ; elle fabrique des engrais complexes et des produits dérivés de sa production d'acide phosphorique.

## Tourisme

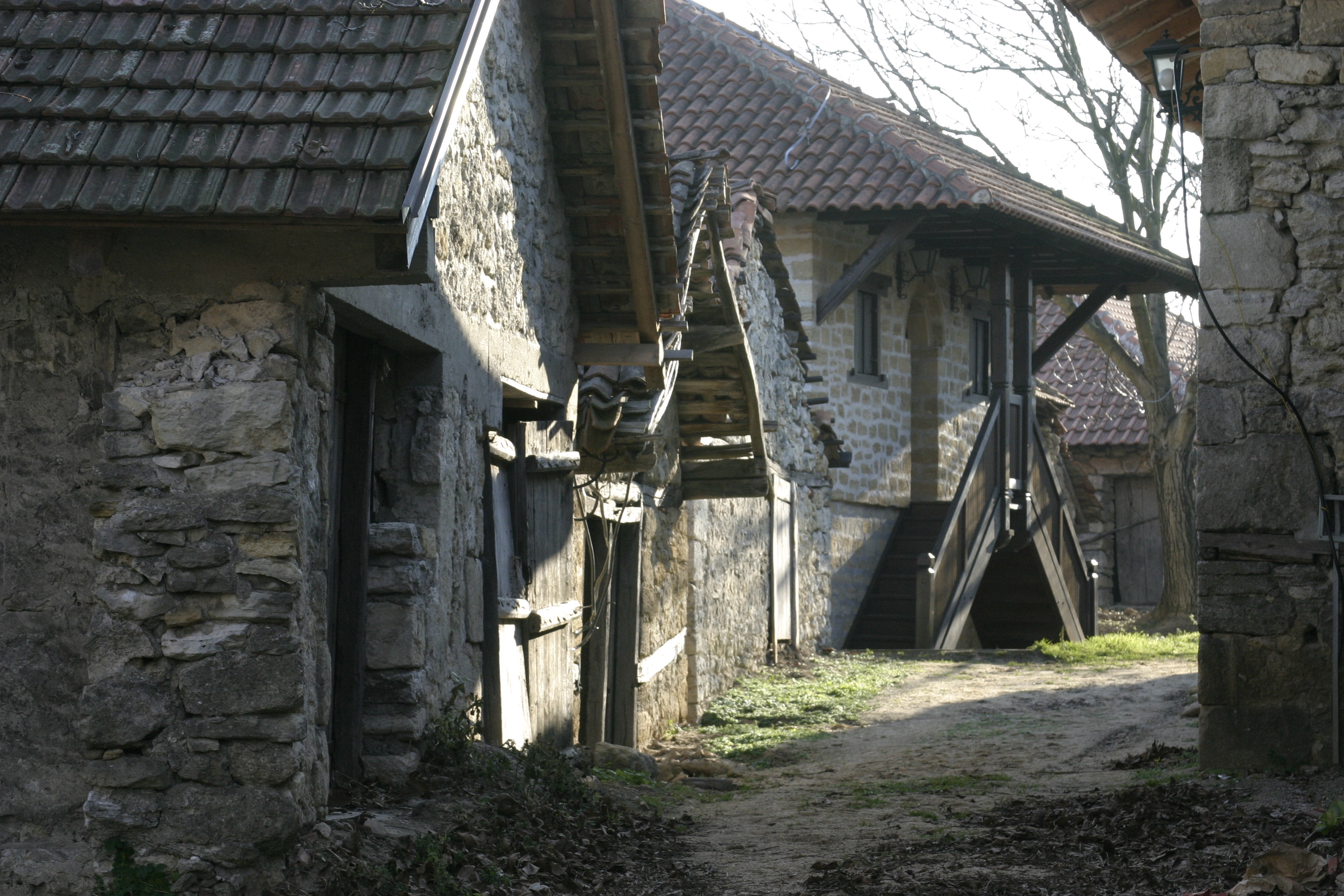
Les celliers de Rajac

La région de Negotin abrite de nombreux celliers datant de la fin du XVIIIe siècle. Les celliers de Rajac, au nombre de 270, ou encore ceux de Rogljevo et de Štubik figurent sur la liste des entités spatiales historico-culturelles d'importance exceptionnelle de la république de Serbie ; ils ont été présentés pour une inscription au patrimoine mondial de l'UNESCO.
À proximité de la ville, il est possible en longeant vers l'ouest la rive serbe du Danube de visiter les Portes de Fer, le barrage de Djerdap1, le site archéologique de Lepenski Vir.

## Personnalités
La ville a vu naître Stevan Mokranjac (1856-1914), un des plus célèbres musiciens de Serbie, Đorđe Stanojević (1858-1921), un physicien et un astronome réputé et Predrag Rajković (1995-), un footballeur international serbe évoluant au poste de gardien de but.

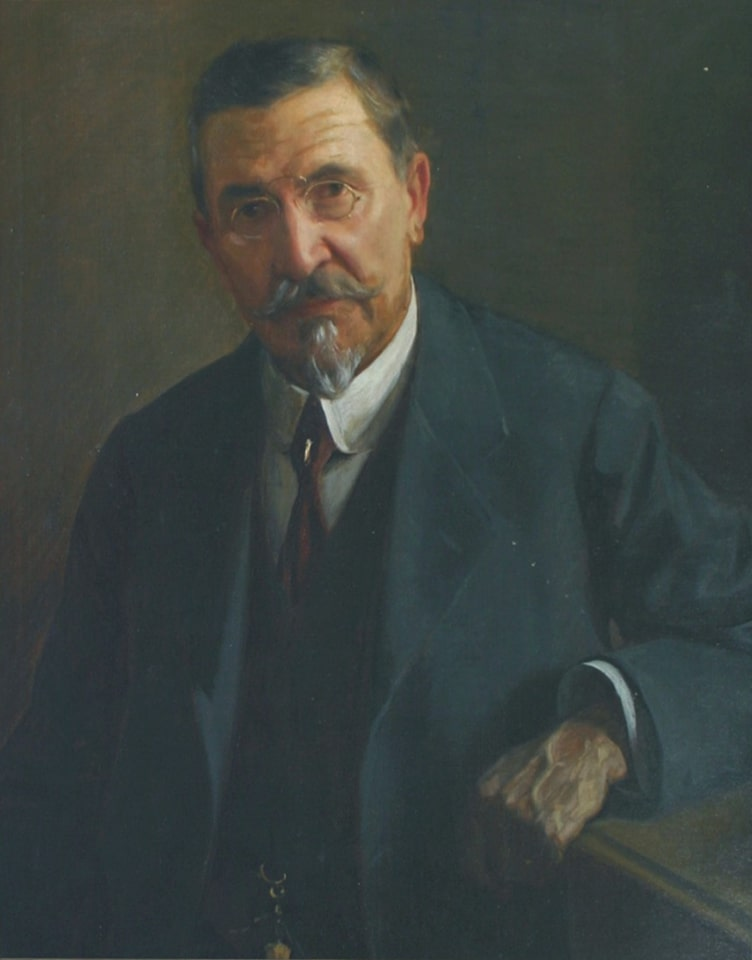
Portrait de Stevan Stojanović Mokranjac par Uroš Predić

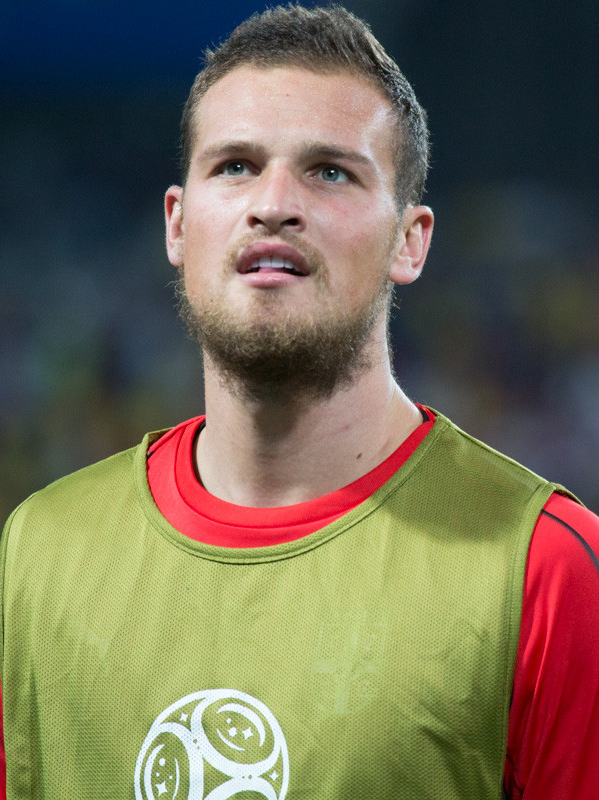
Predrag Rajković

## Coopération internationale
Negotin a signé un accord de partenariat avec la ville suivante :
- Negotino (Macédoine)